# Брекнок Тауншип (округ Ланкастер, Пенсільванія)
Брекнок Тауншип (англ. Brecknock Township) — селище (англ. township) в США, в окрузі Ланкастер штату Пенсільванія. Населення — 7557 осіб (2020).

## Демографія
Згідно з переписом 2010 року, у селищі мешкало 7199 осіб у 2361 домогосподарстві у складі 1941 родини. Було 2444 помешкання
Расовий склад населення:
| - 97,2 % — білих - 1,3 % — азіатів - 0,3 % — чорних або афроамериканців - 0,1 % — корінних американців |

До двох чи більше рас належало 0,7 %. Частка іспаномовних становила 1,5 % від усіх жителів.
За віковим діапазоном населення розподілялося таким чином: 29,2 % — особи молодші 18 років, 57,5 % — особи у віці 18—64 років, 13,3 % — особи у віці 65 років та старші. Медіана віку мешканця становила 36,6 року. На 100 осіб жіночої статі у селищі припадало 102,3 чоловіків;  на 100 жінок у віці від 18 років та старших — 101,0 чоловіків також старших 18 років.
Середній дохід на одне домашнє господарство  становив 76 163 долари США (медіана — 61 830), а середній дохід на одну сім'ю — 86 169 доларів (медіана — 80 298). Медіана доходів становила 48 021 долар для чоловіків та 34 849 доларів для жінок. За межею бідності перебувало 7,9 % осіб, у тому числі 5,8 % дітей у віці до 18 років та 8,5 % осіб у віці 65 років та старших.
Цивільне працевлаштоване населення становило 3966 осіб. Основні галузі зайнятості: освіта, охорона здоров'я та соціальна допомога — 23,0 %, виробництво — 21,2 %, роздрібна торгівля — 14,3 %, будівництво — 10,4 %.